# Elisabeth Andersen
Elisabeth Andersen, pseudoniem van Anna Elisabeth de Bruijn (Den Haag, 1 januari 1920 – Haarlem, 3 oktober 2018), was een Nederlandse actrice.

## Leven en werk
Liesbeth de Bruijn wilde van jongs af aan actrice worden.
Haar eerste ervaring met toneel was een opvoering van Shakespeares The Tempest. Daarna moest en zou ze naar de toneelschool.
Van 1941 tot 1943 volgde Andersen de Amsterdamse toneelschool, maar maakte haar opleiding niet af omdat ze bang was voor de Arbeitseinsatz te worden geronseld. In de oorlog nam ze haar artiestennaam, Elisabeth Andersen, aan. Vervolgens debuteerde ze bij het Gemeentelijk Theaterbedrijf van Amsterdam. Van 1947 tot 1974 speelde ze bij de Haagse Comedie, in 1961 onderbroken omdat ze bij haar gezin wilde zijn. De periode bij de Haagse Comedie vond zij de belangrijkste in haar carrière. Hoewel ze voorstander was van hervormingen aan het toneel, vond ze de manier waarop Aktie Tomaat opereerde laf.
In 1984 nam ze afscheid van het toneel. Ze beschouwde haar vertolking van Jeanne in Vrijdag van Hugo Claus als een van haar beste rollen.
Andersen was van 1948 tot en met 1954 getrouwd met Jan Retèl. Zij is de moeder van acteur René Retèl (1949) en Georgine Retèl (1952). Ze trouwde voor de tweede maal met Henk Nauta, met wie ze nog een kind kreeg.

## Onderscheiding
- Andersen won de Theo d'Or in 1958, 1966 en 1984. Daarmee is ze de enige actrice die de prijs drie keer wist te winnen. Tevens was ze, sinds het overlijden van Mary Dresselhuys in 2004, tot 2018 de oudste nog levende winnaar van de toneelprijs.
- In 1965 en 1972 won Andersen de Colombina.
- In 2004 kreeg Andersen de Blijvend Applaus Prijs toegekend.
- Zij werd in 1968 benoemd tot Ridder in de Orde van Oranje-Nassau.[7]

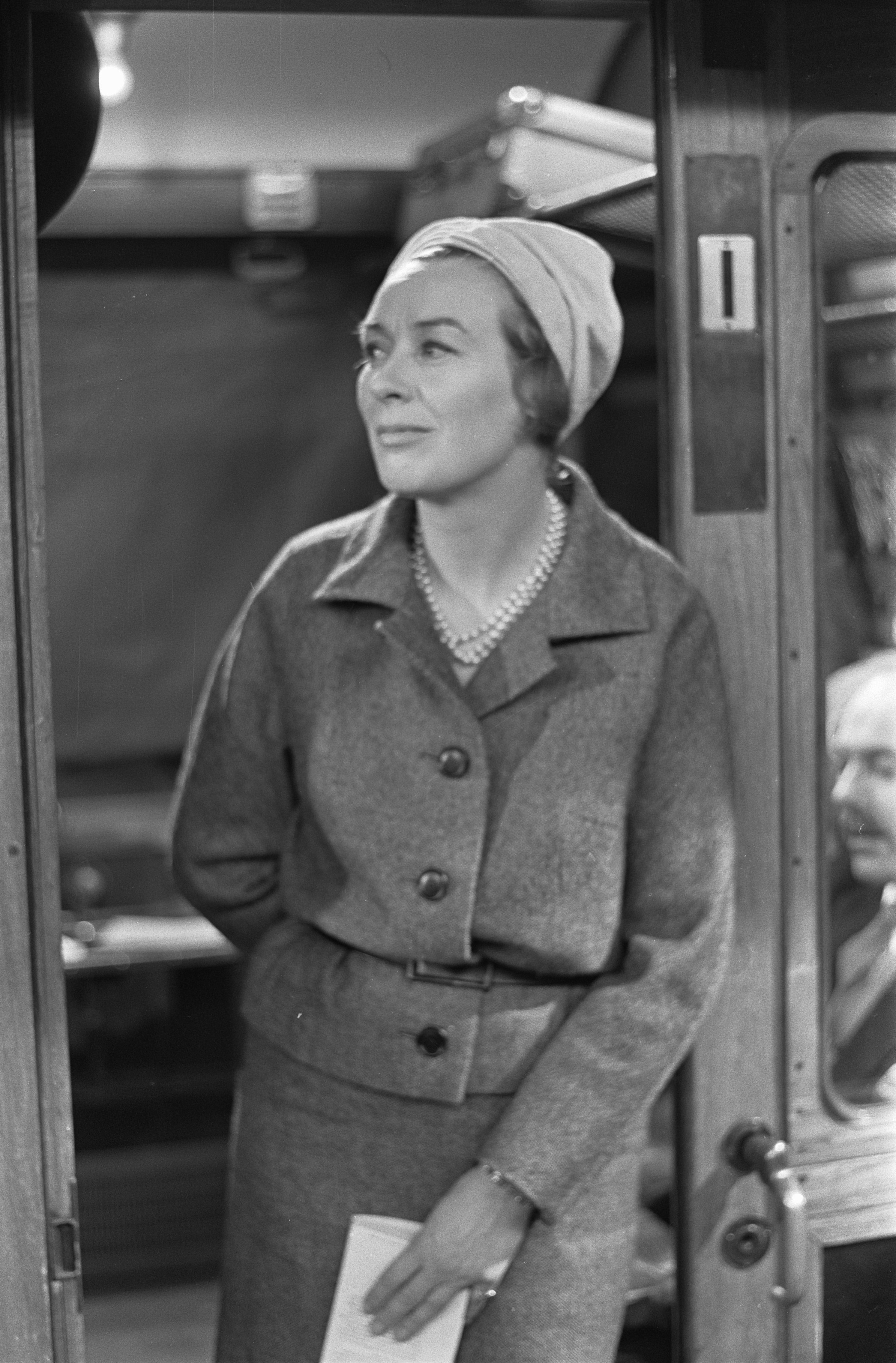
Andersen in het televisiespel Nachttrein naar Hannover (1964)
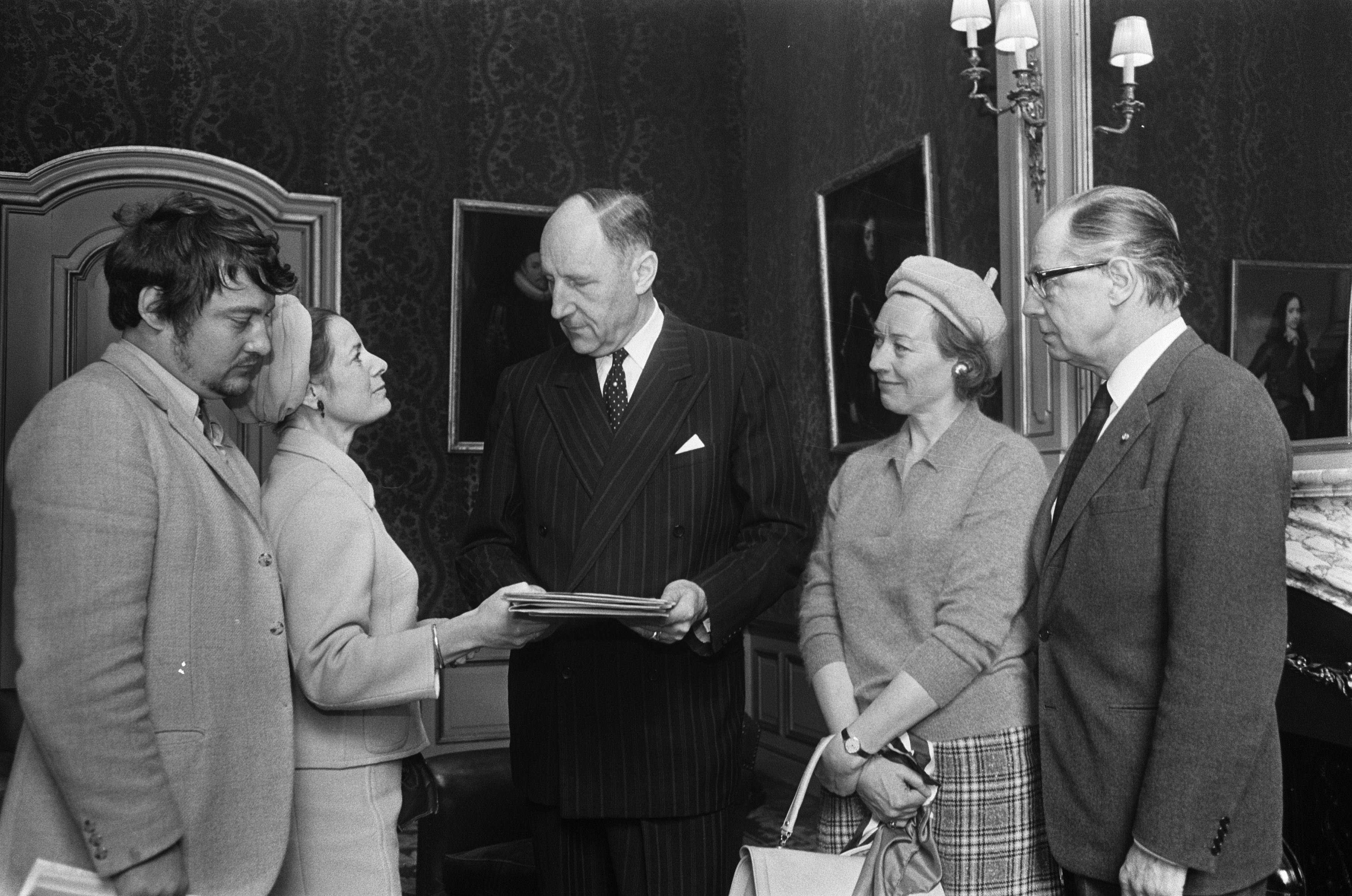
Kunstenaarspetitie 1969 (Andersen 2e van rechts)
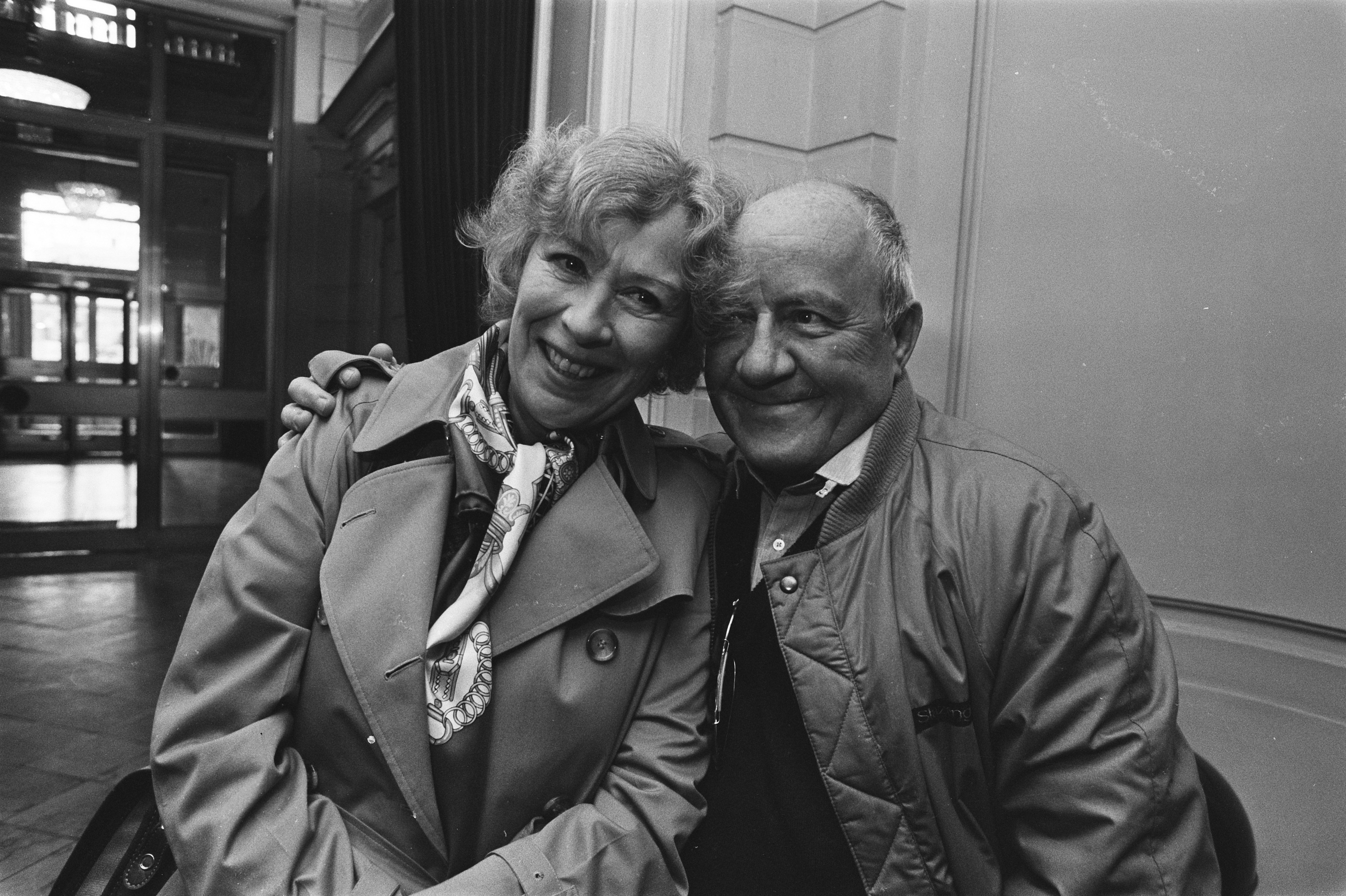
Met Johnny Kraaijkamp sr. (Theo & Louis d'Or 1984)